# Eliteserien 1994
La Eliteserien 1994, nota anche come Tippeligaen 1994 per ragioni di sponsorizzazione, fu la quarantanovesima edizione della Eliteserien, massima serie del campionato norvegese di calcio. Vide la vittoria finale del Rosenborg, al suo nono titolo, il terzo consecutivo. Capocannoniere del torneo fu Harald Martin Brattbakk (Rosenborg), con 17 reti.

## Stagione

### Novità
Dalla Eliteserien 1993 vennero retrocessi il Molde (dopo aver perso gli spareggi promozione/retrocessione), il Lyn Oslo e il Fyllingen, mentre dalla 1. divisjon 1993 vennero promossi il VIF Fotball, il Sogndal e lo Strømsgodset (vincitore degli spareggi promozione/retrocessione).

### Formula
Le dodici squadre partecipanti si affrontarono in un girone all'italiana con partite di andata e di ritorno, per un totale di 22 giornate. La prima classificata, vincitrice del campionato, veniva ammessa alla UEFA Champions League 1995-1996, mentre la seconda classificata veniva ammessa alla Coppa UEFA 1995-1996. Il vincitore della Coppa di Norvegia veniva ammesso alla Coppa delle Coppe 1995-1996. Un ulteriore posto veniva assegnato per la partecipazione alla Coppa Intertoto 1995. Le ultime due classificate venivano retrocesse direttamente in 1. divisjon.

## Squadre partecipanti
| Club         | Stagione | Città        | Stagione 1993                    |
| ------------ | -------- | ------------ | -------------------------------- |
| Bodø/Glimt   | dettagli | Bodø         | 2º posto in Eliteserien          |
| Brann        | dettagli | Bergen       | 7º posto in Eliteserien          |
| HamKam       | dettagli | Hamar        | 5º posto in Eliteserien          |
| Kongsvinger  | dettagli | Kongsvinger  | 8º posto in Eliteserien          |
| Lillestrøm   | dettagli | Lillestrøm   | 3º posto in Eliteserien          |
| Rosenborg    | dettagli | Trondheim    | Campione di Norvegia             |
| Sogndal      | dettagli | Sogndal      | 1º posto in 1. divisjon gruppo B |
| Start        | dettagli | Kristiansand | 9º posto in Eliteserien          |
| Strømsgodset | dettagli | Drammen      | 2º posto in 1. divisjon gruppo A |
| Tromsø       | dettagli | Tromsø       | 6º posto in Eliteserien          |
| VIF Fotball  | dettagli | Oslo         | 1º posto in 1. divisjon gruppo A |
| Viking       | dettagli | Stavanger    | 4º posto in Eliteserien          |

## Classifica finale
|  | Pos. | Squadra      | Pt | G  | V  | N | P  | GF | GS | DR  |
|  | ---- | ------------ | -- | -- | -- | - | -- | -- | -- | --- |
|  | 1.   | Rosenborg    | 49 | 22 | 15 | 4 | 3  | 70 | 23 | +47 |
|  | 2.   | Lillestrøm   | 42 | 22 | 12 | 5 | 5  | 42 | 23 | +19 |
|  | 3.   | Viking       | 39 | 22 | 11 | 6 | 5  | 41 | 26 | +15 |
|  | 4.   | Start        | 35 | 22 | 9  | 8 | 5  | 42 | 22 | +20 |
|  | 5.   | Kongsvinger  | 35 | 22 | 11 | 2 | 9  | 38 | 35 | +3  |
|  | 6.   | Brann        | 31 | 22 | 9  | 4 | 9  | 38 | 46 | -8  |
|  | 7.   | Tromsø       | 28 | 22 | 7  | 7 | 8  | 22 | 28 | -6  |
|  | 8.   | HamKam       | 26 | 22 | 7  | 5 | 10 | 34 | 46 | -12 |
|  | 9.   | VIF Fotball  | 22 | 22 | 5  | 7 | 10 | 32 | 40 | -8  |
|  | 10.  | Bodø/Glimt   | 22 | 22 | 5  | 7 | 10 | 30 | 46 | -16 |
|  | 11.  | Sogndal      | 22 | 22 | 6  | 4 | 12 | 19 | 40 | -21 |
|  | 12.  | Strømsgodset | 15 | 22 | 4  | 3 | 15 | 22 | 55 | -33 |

Legenda:
      Campione di Norvegia e ammessa alla UEFA Champions League 1995-1996
      Ammessa alla Coppa UEFA 1995-1996
      Ammessa alla Coppa Intertoto 1995
      Retrocessa in 1. divisjon 1995
Note:
Tre punti a vittoria, uno a pareggio, zero a sconfitta.

## Risultati
|              | Ros  | Lil  | Vik  | Sta  | Kon  | Bra  | Tro  | Ham  | VIF  | Bod  | Sog  | Str  |
| ------------ | ---- | ---- | ---- | ---- | ---- | ---- | ---- | ---- | ---- | ---- | ---- | ---- |
| Rosenborg    | –––– | 3-1  | 1-2  | 2-0  | 4-0  | 9-0  | 5-0  | 6-1  | 7-2  | 4-2  | 1-0  | 3-1  |
| Lillestrøm   | 2-2  | –––– | 0-0  | 2-2  | 2-1  | 3-1  | 4-0  | 1-2  | 1-0  | 5-0  | 3-0  | 3-1  |
| Viking       | 1-2  | 2-0  | –––– | 3-2  | 4-1  | 3-2  | 0-2  | 1-0  | 5-2  | 4-2  | 3-1  | 3-1  |
| Start        | 1-1  | 1-1  | 2-1  | –––– | 0-1  | 1-1  | 3-1  | 4-0  | 3-1  | 1-1  | 2-1  | 7-0  |
| Kongsvinger  | 1-2  | 0-1  | 1-1  | 2-1  | –––– | 4-0  | 3-1  | 5-1  | 1-3  | 3-2  | 2-0  | 4-2  |
| Brann        | 3-2  | 3-0  | 0-3  | 1-0  | 0-4  | –––– | 1-1  | 2-2  | 1-1  | 4-0  | 4-0  | 5-1  |
| Tromsø       | 1-1  | 2-0  | 1-1  | 0-1  | 3-0  | 0-1  | –––– | 2-0  | 1-0  | 0-0  | 0-0  | 2-1  |
| HamKam       | 3-2  | 0-3  | 2-2  | 1-1  | 4-0  | 4-1  | 1-1  | –––– | 0-0  | 1-3  | 3-2  | 2-0  |
| VIF Fotball  | 1-1  | 0-0  | 2-2  | 0-2  | 0-1  | 3-2  | 4-0  | 3-2  | –––– | 1-1  | 0-1  | 2-2  |
| Bodø/Glimt   | 1-2  | 2-3  | 0-0  | 0-6  | 1-1  | 3-0  | 0-3  | 3-4  | 3-2  | –––– | 1-1  | 3-1  |
| Sogndal      | 0-3  | 1-5  | 1-0  | 1-1  | 1-0  | 2-4  | 2-1  | 2-1  | 0-4  | 0-0  | –––– | 2-0  |
| Strømsgodset | 0-7  | 0-2  | 1-0  | 1-1  | 2-3  | 0-2  | 0-0  | 2-0  | 4-1  | 0-2  | 2-1  | –––– |

## Statistiche

### Classifica marcatori
| Gol |  |  | Giocatore               | Squadra     |
| --- |  |  | ----------------------- | ----------- |
| 17  |  |  | Harald Martin Brattbakk | Rosenborg   |
| 16  |  |  | Petter Belsvik          | Start       |
| 13  |  |  | Sigurd Rushfeldt        | Tromsø      |
| 12  |  |  | Trond Egil Soltvedt     | Brann       |
| 10  |  |  | Tore André Dahlum       | Start       |
| 10  |  |  | Geir Frigård            | Kongsvinger |
| 9   |  |  | Kent Bergersen          | Rosenborg   |
| 9   |  |  | Ståle Solbakken         | Lillestrøm  |
| 9   |  |  | Karl Petter Løken       | Rosenborg   |